# Parawithius pseudorufus
Parawithius pseudorufus är en spindeldjursart som beskrevs av Beier 1932. Parawithius pseudorufus ingår i släktet Parawithius och familjen Withiidae. Inga underarter finns listade i Catalogue of Life.